# 82-мм безвідкатна гармата Б-10
Б-10 (відома як RG82 у НДР) — радянська 82-мм гладкоствольна безвідкатна гармата. Її можна було перевозити на борту бронетранспортера БТР-50. Вона стала розвитком станкового протитанкового гранатомета СГ-82 і була прийнята на озброєння СРСР у 1954 році. Вона була знята з озброєння Радянської армії в 1960-х роках і замінена на СПГ-9, залишаючись на озброєнні десантних підрозділів принаймні до 1980-х років. Хоча наразі ця гармата застаріла, вона використовувалася багатьма країнами під час Холодної війни.

## Опис

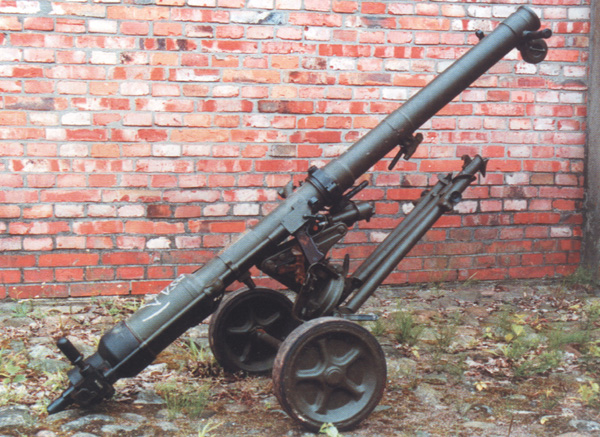
Безвідкатна гармата Б-10 польської армії

Гармата складається з великогабаритного ствола, ліворуч від якого встановлений приціл ПБО-2. Гармата встановлюється на невелику коляску, яка має два великих колеса, які знімаються. У лафет вбудована тринога, з якої ведеться вогонь. Невелике колесо встановлено в передній частині ствола, щоб він не торкався землі під час буксирування. Зазвичай гармата буксирується транспортним засобом, хоча його може буксирувати екіпаж із чотирьох осіб на короткі відстані за допомогою буксирних ручок, встановлених з обох боків ствола.
Триногу можна розгорнути у двох положеннях — високо, щоб забезпечити зручне ведення вогню, і низько, щоб забезпечити приховане ведення вогню. Заряджається через казенник, а ударна стрільба ведеться за допомогою пістолетного руків'я праворуч від ствола. Оптичний приціл ПБО-2 має 5,5-кратний зум прямого наведення і 2,5-кратний зум для непрямого наведення.

## Варіанти
- Тип 65 — китайська версія, яка важить лише 28,2 кг з кріпленням на тринозі без коліс.[8]
- Тип 65-1 — китайська полегшена версія (26 кг)[10]
- Тип 78 — китайська полегшена версія[8]
- RG 82 — версія Німецької Демократичної Республіки[7]

## Боєприпаси

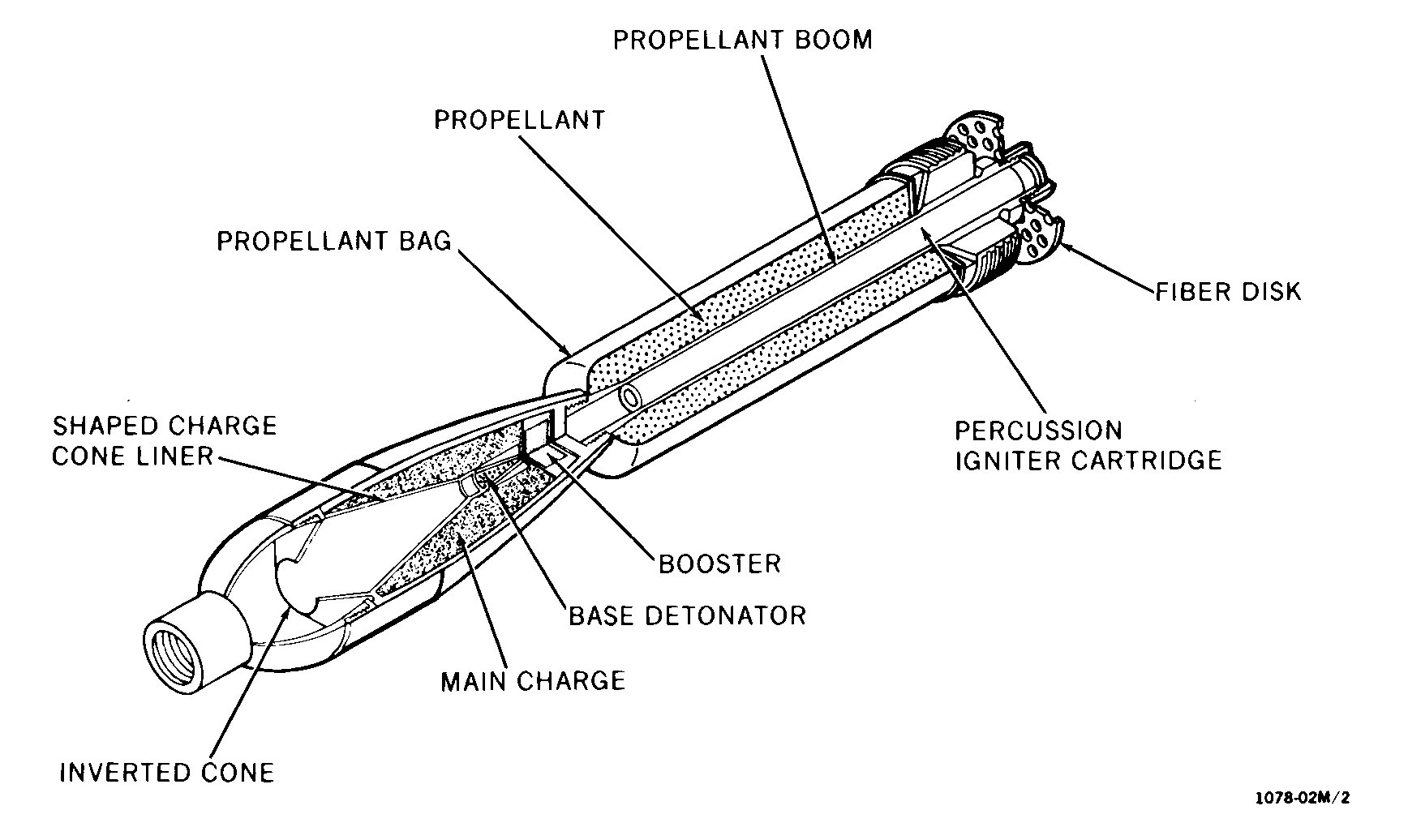
Кумулятивний снаряд БК-881 у розрізі.

- БК-881 — кумулятивний снаряд 3,87 кг. 0,46 кг гексогену.
- БК-881М — кумулятивний снаряд 4,11 кг. 0,54 кг гексогену. Здатний пробити 240 мм катаної гомогенної броні. Дульна швидкість 322 м/с.
- O-881A — осколково-фугасний снаряд 3,90 кг. 0,46 кг тринітротолуолу/динітронафталіну. Дульна швидкість 320 м/с. Максимальна дальність стрільби непрямим наведенням 4500 м.
- Тип 65 (китайський) — кумулятивний снаряд 3,5 кг. Здатний пробити 356 мм катаної гомогенної броні. Дульна швидкість 240 м/с.
- Тип 65 (китайський) — осколково-фугасний снаряд 4,6 кг. Бойова частина містить близько 780 куль — радіус ураження 20 м. Дульна швидкість 175 м/с. Максимальна дальність 1750 м.

## Оператори
- Афганістан[11]
  -  Талібан
- Алжир: 120 одиниць станом на 2016 рік[12]
- Ангола: 400 одиниць Б-10/Б-11 станом на 2016 рік[10][13]
- Болгарія[10]
- Камбоджа[10][14]
- Чад[10]
- КНР[8][15]
- НДР[7]
- Єгипет[10]
- Ефіопія[16]
- Гвінея[10][17]
- Гвінея-Бісау[10][18]
- Іран[19]
- Ірак[20]
- Ісламська Держава[21]
- Лівія[6]
- Мозамбік[10][22]
- М'янма: виготовлення копій під назвою MA-14.[23][24]
- Намібія[25]
- Нікарагуа[26]
- Північна Корея:[10] 1 700 одиниць станом на 2016 рік[27]
- Пакистан
- Палестина
  - Організація визволення Палестини[28]
- Польща[10]
- Армія опору Господа[29]
- Сахарська Арабська Демократична Республіка[30]
- Сомалі[31]
- СРСР
- Судан[32]
  - Народний визвольний рух Судану (північне крило)[32]
- Південний Судан
  - Опозиційний народно-визвольний рух Судану[en][33]
- Сирія[10]
  -  Вільна сирійська армія[34]
- Того: Тип 65[10][35]
- В'єтнам:[10] Б-10[1] та Тип 65[36]
- Ємен